# 进京证

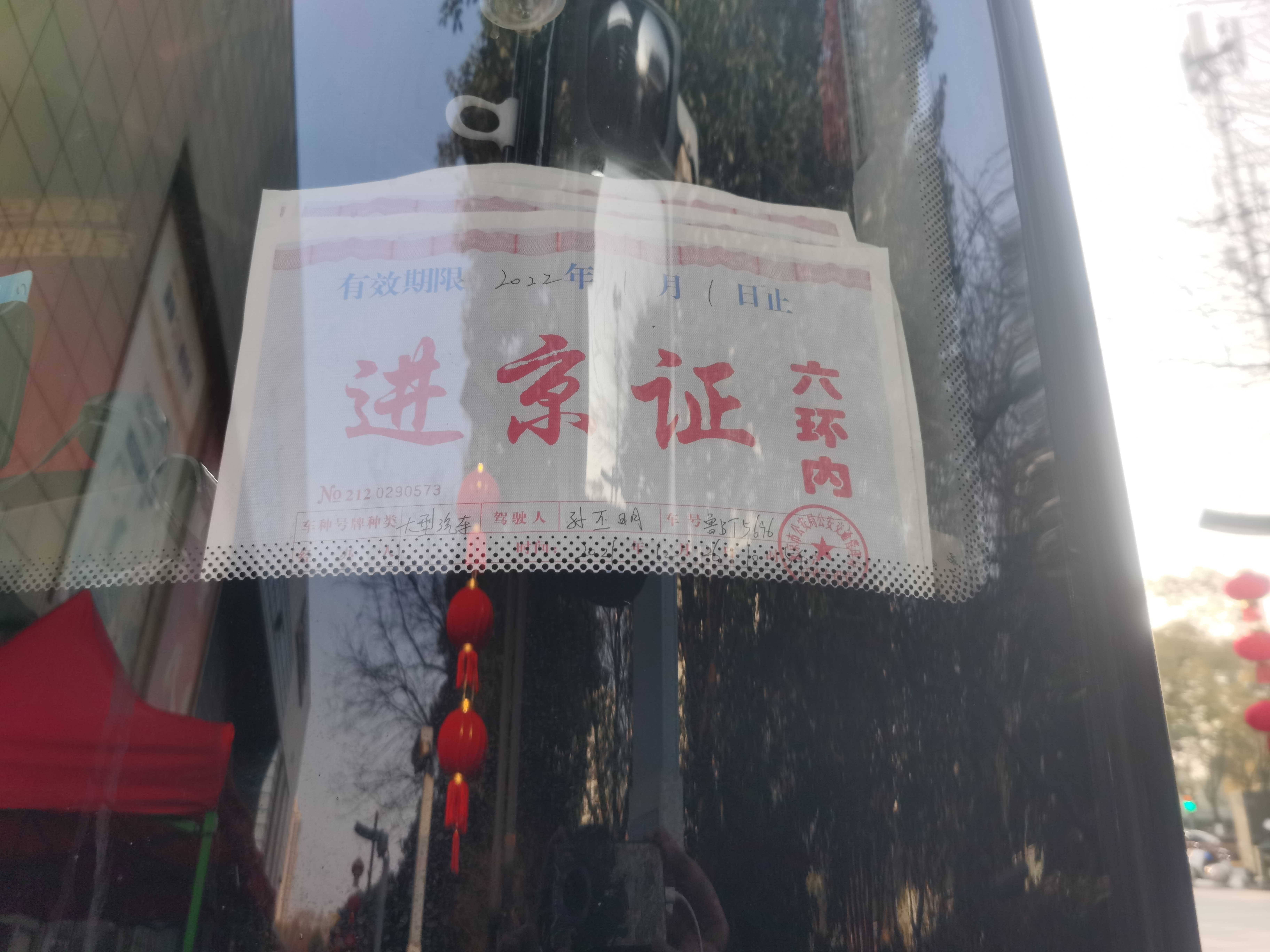
一张准予大型客车进京的进京证

进京证是一种对非北京号牌机动车辆进入中国北京市的通行证，以限制非北京号牌机动车辆进入北京市。如果不办理进京证进入北京行驶的外埠车辆，驾驶人将面临100元人民币的罚金及驾驶证记三分。最初此证有半年期限的版本，但2014年起停办，改为保留有效期为7天的临时通行证。

## 历史
1979年8月，中国公安部办公厅下发了《关于改变外地车辆来京审批办法的通知》，其中规定北京附近的河北省、天津市的车辆来京，应持区、县级以上机关介绍信。其他省、市、自治区的车辆来京，属地、市、县的，持地、市委或专署、市政府介绍信；属省、市、自治区直属单位的，持省、市、自治区党委办公厅或政府办公厅介绍信。在实际操作上，需要本人到工作单位开具介绍信，凭介绍信到车管所一个部门去盖章，再到当地政府出具证件。 
1990年北京举办亚运会，在9月10日到10月10日期间，外地人员进京，包括在北京转车的，都需要县级以上政府介绍信才能购买火车票、汽车票、机票。外地机动车进入北京要按照1979年的规定，确保司机政治可靠，车辆性能完好。后来由于北京城市的扩展，车辆限制从不能进三环到不能进四环到不能进五环。
1999年，“进京通行证”改为“进京证”，内有车辆信息填写栏，包括单位、司机、车种、车号等资料。之后北京市交管局规定长期进京证要检测尾气，拿着开车者当地政府介绍信，到“寄宿地”的交通支队、大队备案，再到交管局办理。临时进京证在进入北京的路口的办证处办理，同样需要介绍信，有效期只有3-5天但可以到交管局续办手续。2002年“进京证”变成“北京市区通行证”，且不再需要单位介绍信。
2005年《关于改变外地车辆来京审批办法的通知》作废，3月起即便是重大活动外地车辆进京也不再需要介绍信。北京的汽车保有量，从2005年的250万上升至2009年底的400万辆，终于在2010年出现大规模的堵车问题。2010年12月北京出台一系列措施治堵，包括上牌需要摇号的《北京市小客车数量调控暂行规定》，以及《关于对非本市进京载客汽车采取交通管理措施的通告》，办了进京证也不能在工作日7时至9时、17时至20时进入五环。无证及违反规定者罚款100元。2013年7月，北京市交管局修改规则，北京户籍不能办长期进京证，反而外地户口的人可以办理。
2013年11月，交管部门对无证或违规进入的外地车辆管控从罚款100元不扣分改为罚款100元扣3分，没进京证进五环的扣3分，有进京证但在高峰期进五环的也扣3分，且增派人手管理。2013年12月底，北京市交管局取消长期进京证，只保留有效期为7天的临时进京证。
2016年5月26日，北京市公安局推出“北京交警”手机客户端，用户可通过“北京交警”手机客户端自助办理电子版进京证。截至6月5日，客户端成功办理电子版进京证43万余张，超过期间办理进京证总数的六成。而以往进京办证处的排队现象也大为缓解。
2018年6月15日，北京市交通委员会、北京市环境保护局、北京市公安局公安交通管理局发布《关于对部分载客汽车采取交通管理措施的通告》，明确自2019年11月1日起，挂有外地号牌（含临时号牌）的载客汽车，每辆车每年最多仅可办理进京证12次，每次办理的进京通行证有效期最长为7天。同时《通告》也扩大了进京证的使用范围，规定进入六环路（不含）以内道路和通州区全域范围道路（不含高速公路主路）行驶的，须办理进京证方可上路行驶。该《通告》同时提出，对六环路和通州以外的区域，由各远郊区人民政府根据实际需要，划定外地号牌（含临时号牌）的载客汽车凭进京证通行的区域。
2021年7月27日，北京市发布《关于对外省区市机动车采取交通管理措施的通告》，明确自2021年11月1日起，外省、区、市号牌机动车进入北京市行政区内道路行驶的，应当办理进京通行证。未办理进京通行证的，全天禁止进入北京市行政区域道路。这亦代表外埠机动车进入北京市行政区域行驶，必须持进京通行证，不再界定禁行范围。

## 申请
目前，外地号牌车辆驾驶人可通过“北京交警”手机客户端自助办理电子版进京证，也可到任意进京检查站或办证处现场办理纸质版进京证。对于电子版进京证，申请人须在进京前的1-4天进行预约办理，且只有微型和小型载客汽车可以申领电子进京证，货车和大中型客车等其他车辆、临时号牌车辆，以及电子进京证申请不成功的，则需要到窗口办理纸质版进京证。申请人在申请时，需提供驾驶人相关证件和车辆相关证件等申请材料。每张进京证的有效期为7天（电子版有效期为2至7天），申请人若要延期的，可以在进京证使用5天后的3日内到北京市9个交通支队办证窗口办理一次为期5天的延期手续（对于电子版进京证持有人，则只能在已办理证有效期截止当日申请办理新一周期电子进京证）。每位驾驶人只能够同时持有一张有效进京证（电子证或实体证）。对进入六环路（不含）以内道路和通州区全域范围道路（不含高速公路主路）的，可办理“进京通行证（六环内）”，每次有效期最长7天，载客汽车每年每车最多办理12次，其它车辆不限制办理次数；不进入上述区域的，办理“进京通行证（六环外）”，每次有效期7天，不限制办理次数。
对于未达国I标准的汽油车、未达国Ⅲ标准的柴油车、未达国Ⅳ标准的柴油载货汽车、在北京市有不符合相关排放标准记录且未复检合格的车辆和在北京市有交通违法未处理的车辆，则不能办理进京证；但是，对于已经领取“外埠客运进京证”的客运汽车，无需办理进京通行证，但须按照指定路线行驶。整车运送鲜活农产品的载货汽车，无需办理进京通行证，但应遵守载货汽车的通行规定。军队、武警车辆及执行任务的警车、救护车、消防车、工程救险车等特种车辆不受上述措施限制（即无需办理进京证）。

## 使用
根据北京市相关规定，外埠号牌机动车进入北京市行政区内道路行驶的，必须办理进京证。
持有进京证的外埠号牌机动车在京期间，应遵守以下管理规定：
- 全天禁止外埠号牌载客汽车在二环路（含）以内道路、建国门外大街、复兴门外大街、复兴路（木樨地桥至新兴桥段）；
- 未办理进京通行证的，全天禁止进入北京市行政区域道路；
- 未办理“进京通行证（六环内）”的，全天禁止进入六环路（不含）以内道路和通州区全域范围道路（不含高速公路主路）；持“进京通行证（六环内）”的，在有效期满前应驶出上述范围；
- 未办理“进京通行证（六环内）”或持“进京通行证（六环内）”超过有效期的载客汽车，在六环路（不含）以内道路和通州区全域（不含高速公路主路）支路等级以上城市道路停放的，根据停放天数相应扣减当年可办理“进京通行证（六环内）”的天数；
- 载客汽车、载货汽车、专项作业车、摩托车以及国I、国II排放标准轻型汽油车还应遵守相应的区域限行规定[6]。